# Hope, British Columbia
Hope är en ort i Kanada.   Den ligger i provinsen British Columbia, i den södra delen av landet, 3 400 km väster om huvudstaden Ottawa. Hope ligger 45 meter över havet och antalet invånare är 4 598.
Terrängen runt Hope är bergig åt sydost, men åt nordväst är den kuperad. Hope ligger nere i en dal.Trakten runt Hope är nära nog obefolkad, med mindre än två invånare per kvadratkilometer.. Hope är det största samhället i trakten.
I omgivningarna runt Hope växer i huvudsak barrskog.